# Sephisa rex
Sephisa rex är en fjärilsart som beskrevs av Alfred Ernest Wileman 1908. Sephisa rex ingår i släktet Sephisa och familjen praktfjärilar. Inga underarter finns listade i Catalogue of Life.